# Rizz
Rizz (także: riz) – potoczne określenie oznaczające "styl, urok osobisty lub atrakcyjność; zdolność do przyciągania romantycznych lub seksualnych partnerów". Słowo to pochodzi z angielskiego "charisma" (charyzma). Określenie to stało się popularne poza społecznością afroamerykańską dzięki amerykańskiemu YouTuberowi i streamerowi Twitch Kaiowi Cenatowi w 2021 roku, choć było używane potocznie już wcześniej. Następnie zyskało wirusową popularność w aplikacji TikTok. Oxford University Press ogłosiło "rizz" słowem roku 2023.

## Etymologia

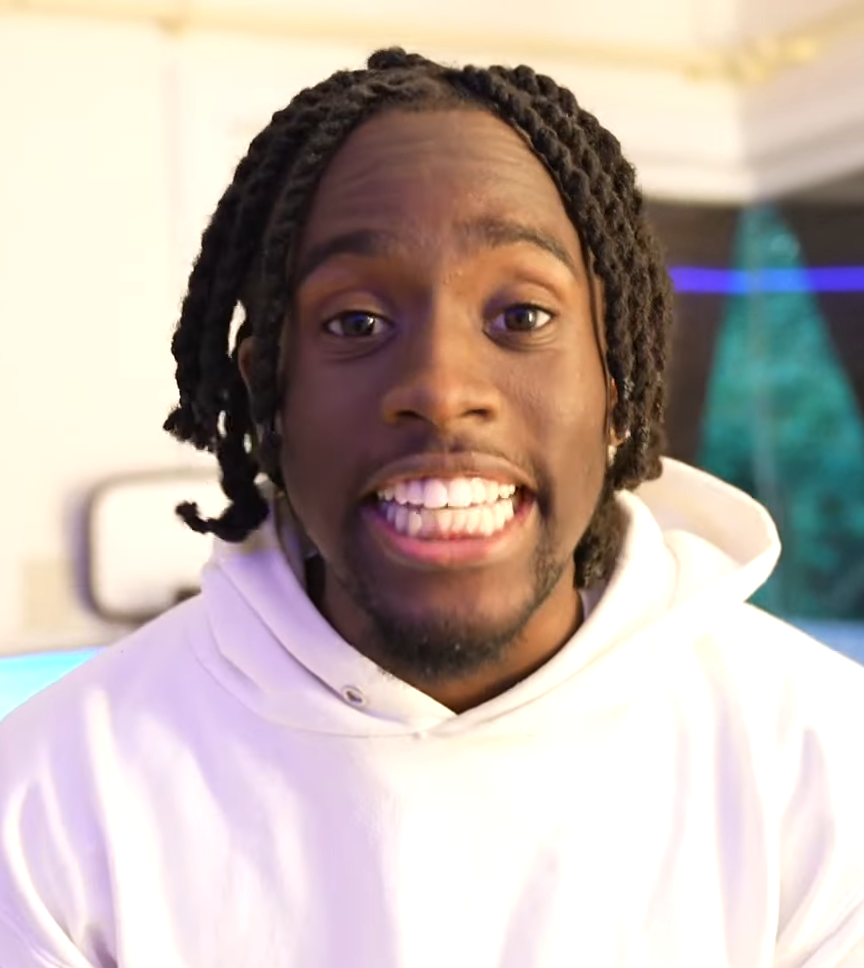
Kai Cenat, który spopularyzował słowo rizz

Popularność słowa w środku 2021 roku przypisuje się Kaiowi Cenatowi. Podczas streamingu na Twitchu Cenat dzielił się swoimi radami na temat posiadania "rizz" oraz stworzył inne frazy, takie jak "W rizz" i "L rizz", opisujące odpowiednio "wygraną" lub "przegraną" w kwestii zdolności do przyciągania lub podrywania osoby.
Rizz to kolokwializm, stosowany do opisu posiadania charyzmy. Jako czasownik "rizz" może oznaczać wykorzystanie charyzmy w celu przyciągnięcia kogoś, np. "rizz up". Przyjmuje się, że środkowa sylaba słowa "charisma" została skrócona, co doprowadziło do powstania słowa "rizz". Oxford University Press opisało ten schemat tworzenia słów jako "niezwykły". Jednak podobny wzorzec można zaobserwować w skracaniu słów takich jak "refrigerator" (fridge) czy "influenza" (flu).
Słowo jest głównie używane przez generację Z, ale zdobyło znaczącą popularność również wśród generacji Alfa. Rozwinięcia słowa "rizz" obejmują "Rizzler" lub "Rizz God" oznaczające osobę bardzo charyzmatyczną oraz "Unspoken Rizz" (niewypowiedziany rizz), oznaczające zdolność do przyciągania kogoś bez użycia słów.

## W mediach
Cenat stwierdził w wywiadzie dla podcastu No Jumper, że po tym, jak słowo stało się wirusowe na TikToku, przestał go sam używać, twierdząc, że wirusowe użycie na TikToku "zniekształciło" jego znaczenie.
Termin zyskał dodatkowo popularność w czerwcu 2023 roku, gdy aktor Tom Holland w wywiadzie dla BuzzFeed stwierdził, że posiada "ograniczony rizz" i dopiero granie "długiej gry" pomogło mu zdobyć swoją dziewczynę, aktorkę Zendayę. W wyniku tego powstało wiele memów.
Rizz zostało nazwane przez Oxford English Dictionary Słowem Roku 2023. W Polsce, rizz był nominowany do tytułu Młodzieżowego Słowa Roku w 2023 i 2024 roku.